# Копаонишка операция
Копаонишката операция, или операция „Копаоник“ (на сръбски: Операција Копаоник), е кодовото наименование на оперативно-тактическа операция в хода на Втората световна война, осъществена от Вермахта и Българската армия срещу сръбските четници в Расинско (в района на планините Копаоник, Гоч и Ястребац).

## Цел
Целта на военната офанзива, осъществена през октомври 1942 година, е унищожаване на диверсионните четнически формирования в района, които застрашават сигурността на рудник Трепча, доставящ олово и цинк за германската военна промишленост.
Офанзивата започва с намерение да се унищожи четническият Расински корпус под командването на майор Драгутин Кесерович, чийто щаб се намира в село Крива река. Силите на Оста бързо овладяват територията, намираща се под контрола на четниците, но те с цената на много жертви успяват да разкъсат обръча и да се измъкнат към западна Сърбия. Операцията е „прощъпулник“ за 7-а СС доброволческа планинска дивизия „Принц Ойген“, която тепърва ще трупа боен опит и ще се утвърждава в бъдещите офанзиви срещу Титовите партизани.

## Развой
Началото на операцията се слага на 12 октомври 1942 година. Четническите сили са обхванати в плътен обръч от 4 страни – от север от Желин и Кавал, от запад от Баня, от юг от връх Губел в Копаоник, от изток от Брус. Единствено източният отряд на силите на Оста има ненастъпателна задача, а трябва да заусти изхода за отстъпление на четниците в източна посока.
С оглед важността на операцията специално за целта пристига с полет от Берлин в Кралево на 15 октомври Хайнрих Химлер. След нейния успешен завършек Химлер отпътува обратно за Берлин на 18 октомври, след като изказва служебна благодарност на военнослужещите, участвали в операцията.
Четническият командир Драгутин Кесерович успява да се измъкне от плен благодарение на подадена до него изпреварваща разузнавателна информация.

## Аналогия
Предвид пребивавалите сръбски чети на Коста Войнович и Коста Пекянец в планинския район през Първата световна война през Втората световна командването на силите на Оста не допуска до края ѝ подобни вражески действия, които да застрашат Моравско-Вардарския транспортно-комуникационен коридор.

## Военни части
В операцията редом, със 7-а СС доброволческа планинска дивизия „Принц Ойген“, вземат участие спомагателни части от българската 9-а пехотна дивизия.